# Tom & Jerry: Quậy tung New York
Tom & Jerry: Quậy tung New York hay Tom & Jerry (phát hành tại thị trường quốc tế với tên Tom & Jerry: The Movie) là một bộ phim hoạt hình của Hoa Kỳ dựa trên các nhân vật cùng tên do cặp đôi William Hanna và Joseph Barbera sáng chế. Bộ phim được Tim Story làm đạo diễn kiêm giám đốc sản xuất, với phần kịch bản do Kevin Costello chắp bút. Phim có sự tham gia của Chloë Grace Moretz, Michael Peña, Colin Jost, Rob Delaney và Ken Jeong trong các vai người thật đóng, còn Hanna, Mel Blanc và June Foray lồng tiếng cho các nhân vật chính, cùng với Frank Welker. Bối cảnh lần này của phim sẽ là thành phố New York sôi động, sầm uất bậc nhất của nước Mỹ với các tòa cao ốc chọc trời.
Tom & Jerry được phát hành tại Việt Nam vào ngày 19 tháng 2 năm 2021, và được công chiếu ở Hoa Kỳ vào ngày 26 tháng 2 năm 2021, đồng thời phát hành trực tuyến trên nền tảng HBO Max trong một tháng. Đây là bộ phim Tom và Jerry đầu tiên được phát hành tại rạp kể từ The Karate Guard năm 2005 và Mouse in Manhattan sau năm 1945. Bộ phim cũng đánh dấu kỷ niệm 81 năm của Tom và Jerry kể từ phim hoạt hình năm 1940 Puss Gets the Boot. Dự án phim live-action (người đóng) Tom và Jerry từng được Warner Bros cân nhắc vào đầu năm 2009. Tuy nhiên, do gặp nhiều khó khăn trong phần tạo hình nhân vật nên phim bị ngưng. Đến năm 2018, Warner Bros. xúc tiến dự án, mời Tim Story làm đạo diễn.
Sau khi ra mắt, tác phẩm nhận về những lời nhận xét trái chiều từ giới chuyên môn, đa phần là những lời chỉ trích, và đồng thời còn phải nhận một đề cử của giải Mâm xôi vàng.

## Nội dung
Ở Manhattan, Thành phố New York, mèo Tom chơi đàn dương cầm tại Công viên Trung tâm để xin tiền mọi người, trong khi đối thủ lâu năm của chú là chuột Jerry đang đi tìm nơi ở mới. Sau khi cây đàn của Tom bị phá hủy, chú mèo đuổi theo Jerry nhưng tông vào cô gái trẻ tên Kayla Forester. Kayla xin làm việc tại khách sạn Royal Gate và được nhận để giúp đỡ chuẩn bị tổ chức một đám cưới quan trọng sắp diễn ra. Jerry ẩn náu trong khách sạn này, trong khi Tom cố gắng tìm cách vào khách sạn để bắt chú chuột.
Hai ngôi sao nổi tiếng Ben và Preeta Mehta đến khách sạn cùng với thú cưng của họ là chó Spike và mèo Toots. Khi cặp đôi được đưa lên phòng, một số nhân viên phát hiện ra sự xuất hiện của Jerry, điều này sẽ khiến khách sạn mang tai tiếng vì có chuột. Kayla đề nghị bắt Jerry nhưng thất bại và kết bạn với Tom để hợp sức với chú mèo truy đuổi Jerry. Sau nhiều lần thất bại, Tom đã thiết kế một cái bẫy lớn và tống Jerry ra khỏi khách sạn. Trong khi đó, Kayla biết được Preeta bị mất chiếc nhẫn đính hôn. Jerry quay lại và tiết lộ với Kayla rằng cậu ta đang giữ chiếc nhẫn của Preeta, cậu đồng ý trả lại nếu Kayla cho phép cậu ở lại khách sạn. Trước khi Kayla có thể đồng ý, quản lý Terence đưa Spike đi dạo vừa về đến, và xảy ra một vụ náo loạn phá hủy tiền sảnh. Sự cố này đã khiến Terence bị đuổi việc, Kayla được lên chức quản lý sự kiện vì có công tìm lại chiếc nhẫn cho Preeta. Kayla nói với Tom và Jerry rằng nếu chúng muốn ở lại khách sạn thì phải sống hòa bình và đi chơi cùng nhau vào ngày hôm sau, cả hai đều đồng ý.
Ngày hôm sau, Kayla chăm lo cho khách sạn và đám cưới, Tom và Jerry đi chơi vui vẻ nhưng bị bắt vào khu nhốt động vật sau khi chúng can thiệp vào một trận bóng chày. Với mục đích vạch trần sự thật, Terence đã dùng mọi thủ đoạn xuyên tạc nhằm gây chia rẽ Tom và Jerry, và kế hoạch của ông đã thành công khi chúng lại gây náo loạn trong đám cưới của Ben và Preeta. Sau vụ náo loạn ấy, Preeta cũng đã từ hôn với Ben và trả lại chiếc nhẫn cưới cho anh. Trong khi đó, Terence vạch trần sự gian dối của Kayla bởi thực chất cô chỉ là nhân viên gửi hàng dạo, điều này khiến cô buộc phải thôi việc và rời khỏi khách sạn. Terence còn trở mặt đuổi Tom ra khỏi khách sạn, và đến lúc này thì tình bạn giữa Tom và Jerry mới thực sự được bộc lộ. Ngày hôm sau, Kayla bất ngờ quay lại khách sạn với mong muốn cứu vãn đám cưới của cặp đôi Ben và Preeta, bởi giờ đây họ đã không còn ở bên nhau. Vậy là Kayla, Tom, Jerry và tất cả nhân viên khách sạn liền tái tổ chức tiệc cưới tại Công viên Trung tâm. Vì sự ham hố của mình mà không biết rằng Preeta chỉ cần tình yêu thương là đủ, Ben nói lời xin lỗi với cô, cả hai tiếp tục làm lễ cưới. Kayla được trở lại làm việc trong khách sạn, Tom và Jerry cũng được phép ở lại nhưng chúng vẫn cứ đánh nhau như thói quen cũ.
Trong cảnh hậu danh đề, ông chủ khách sạn và Terence đưa hóa đơn cho Ben, yêu cầu anh thanh toán tiền cho hai lần tổ chức đám cưới.

## Diễn viên

### Diễn viên người đóng
- Chloë Grace Moretz trong vai Kayla Forester, nhân viên khách sạn trẻ tuổi và là người lên kế hoạch tổ chức đám cưới; thuê Tom để bắt Jerry trước khi đám cưới diễn ra.[12]
- Michael Peña trong vai Terence, phó tổng giám đốc điều hành khách sạn và là sếp của Kayla.
- Colin Jost trong vai Ben, chú rể đang lên kế hoạch tổ chức đám cưới tại khách sạn.
- Rob Delaney trong vai Ông DuBros, quản lý khách sạn giàu có.
- Ken Jeong trong vai Jackie, thợ làm bánh của khách sạn.
- Pallavi Sharda trong vai Preeta Mehta, cô dâu của đám cưới và là vợ tương lai của Ben.
- Jordan Bolger trong vai Cameron, bartender của khách sạn.
- Patsy Ferran trong vai Joy, nhân viên khách sạn vụng về.

### Diễn viên lồng tiếng
- William Hanna, Mel Blanc
  - Mèo Tom
  - Chuột Jerry

## Phát hành

Logo của phim.

Tom & Jerry được phát hành tại Hoa Kỳ vào ngày 26 tháng 2 năm 2021, bởi Warner Bros. Pictures, theo hai phương thức là phát hành tại rạp và cũng đồng thời phát hành trên nền tảng trực tuyến HBO Max. Ban đầu phim được lên kế hoạch phát hành vào ngày 16 tháng 4 năm 2021, nhưng đã được đẩy lên ngày 23 tháng 12 năm 2020. Sau đó, bộ phim được lùi lại đến ngày 5 tháng 3 năm 2021 do tác động của đại dịch COVID-19, trước khi chiếu trong một tuần, nơi phim sẽ được công chiếu tại rạp với định dạng RealD 3D, Dolby Cinema, và IMAX.
Trước khi phát hành lần đầu tại Mỹ, bộ phim sẽ phát hành vào ngày 19 tháng 2 năm 2021 tại thị trường Ấn Độ và Việt Nam bởi Warner Bros. Tại Việt Nam, phim được phát hành với ngôn ngữ Tiếng Anh với phụ đề tiếng Việt và lồng tiếng Việt; còn tại Ấn Độ, với ngôn ngữ gốc là tiếng Anh, bộ phim cũng có sẵn bằng ba ngôn ngữ khác như Hindi (ngôn ngữ chính thức), Tamil và Telugu là hai ngôn ngữ được lồng tiếng.

### Tại Việt Nam
Phim sẽ có suất chiếu đặc biệt vào hai ngày 17 và 18 tháng 2 năm 2021 và sẽ chính thức được khởi chiếu vào ngày 19 tháng 2 năm 2021 tại các cụm rạp trên toàn quốc.
Trở lại khởi chiếu vào ngày 10 tháng 3 năm 2023.

## Quảng bá
Một chiếc phao dựa trên bộ phim đã xuất hiện trong Cuộc diễu hành ngày Lễ tạ ơn lần thứ 94 của Macy để quảng bá cho bộ phim.